# Poinsard 25hp
Il Poinsard 25hp, detto anche Mengin Type B, è stato un motore aeronautico a 2 cilindri contrapposti raffreddato ad aria di costruzione francese. Progettato da René Poinsard, fu prodotto dall'Établissements Pierre Mengin dal 1933 al 1940. 

## Progettazione e produzione
Il Mengin Type B fu il primo motore prodotto dalla Mengin, e spesso viene chiamato Poinsard 25hp dal nome del suo progettista, René Poinsard. Pensato per piccoli aerei sportivi monoposto, fu introdotto nel 1933. La produzione cessò nel 1940 a seguito dell'invasione della Francia. 

## Varianti
- Mengin Type B
- Mengin Type B geared: potenza regolare 22 kW (29 CV), massima al decollo 24 kW (32 CV)[1]

## Utilizzatori
- Brochet MB-30[2]
- Eklund TE-1
- Gatard AG.01 Alouette (geared)[3]
- Guilemin Sportplane (geared)
- JDM Roitelet[3]
- Jodel D.9 Bébé[3]
- Mignet HM.14
- Nippi NH-1 Hibari
- Piel CP-10 Pinocchio[3]
- SFCA Taupin